# Opperzau
Opperzau ist ein Ortsteil der Gemeinde Windeck im Rhein-Sieg-Kreis.

## Lage
Opperzau liegt nordöstlich in der Gemeinde Windeck, direkt an der Sieg und nahe einem Waldgebiet. Gemeinsam mit dem rheinland-pfälzischen Oppertsau bildet Opperzau ein zusammenhängendes Siedlungsgebiet.
In östlicher Richtung bildet der Bellinger Bach die Gemeindegrenze.

### Die Grenze im Dorf

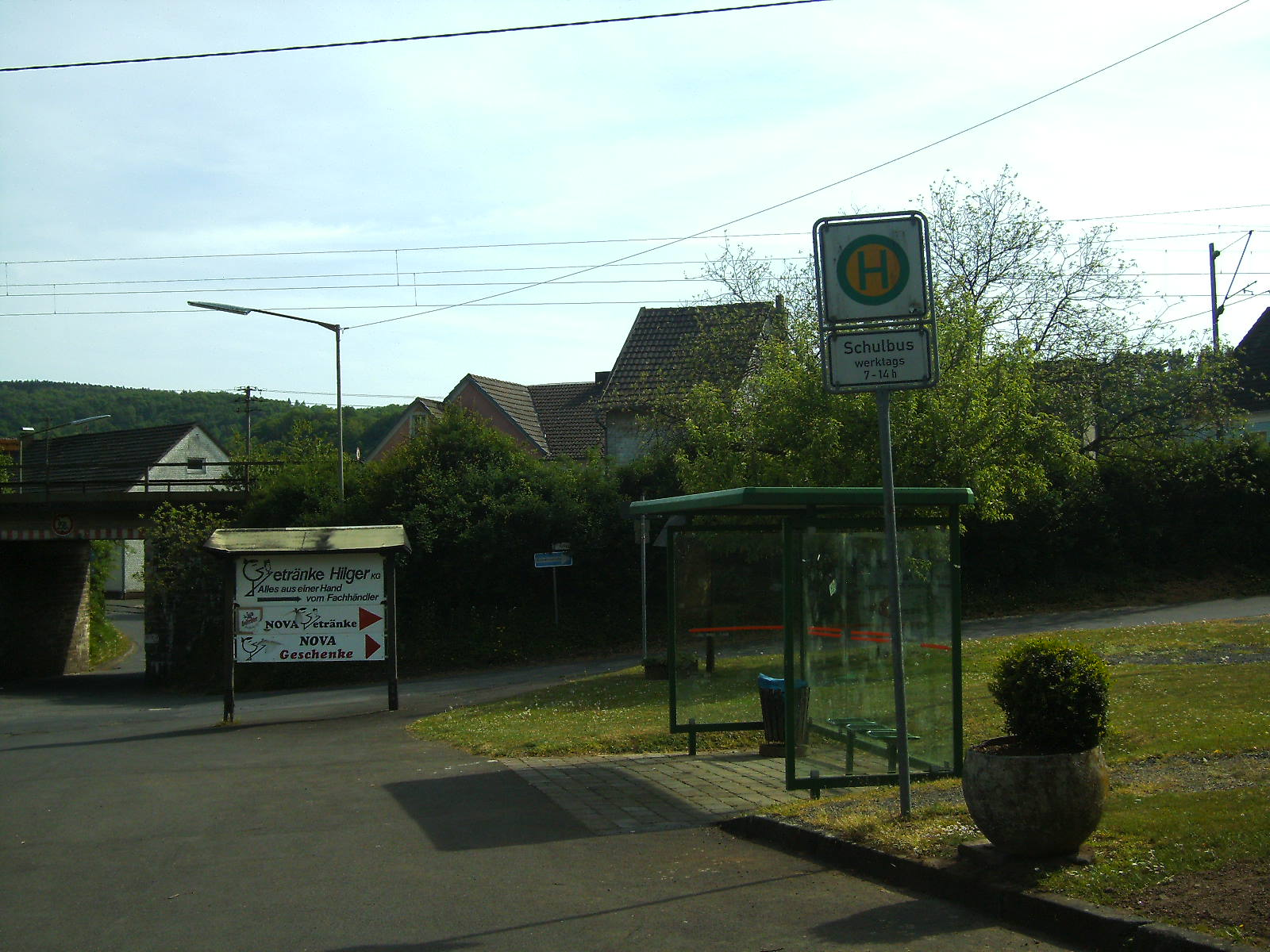
Haltestelle Opperzau, Schulbusbedienung

Ein 200 Meter langes Stück der Landesstraßen 112 / 267, das Opperzau (Windeck) und Oppertsau (Fürthen) trennt, stellt nicht nur die Gemeindegrenze dar, sondern ist zugleich auch die Landesgrenze zwischen Nordrhein-Westfalen und Rheinland-Pfalz (Siehe Liste geteilter Orte#Nordrhein-Westfalen/Rheinland-Pfalz). Zudem führt die Straße auf jeder Seite einen eigenen Namen: Siegstraße für die Oppertsauer und Fürthener Straße für die Opperzauer Seite.
Trotz der durch den Ort verlaufenden Grenze gibt es gemeinsame Aktivitäten und Vereinigungen, etwa den Bürgerverein Opperzau/Oppertsau. Grund der Ortsteilung sind umstrittene Hoheitsrechte aus dem 13. Jahrhundert, die erst durch den Siegburger Vergleich im Jahr 1604 beigelegt wurden. Aufgrund dieser Trennung kommt es trotz der unterschiedlichen, aber ähnlich gesprochenen Schreibweisen häufig zur Verwirrung bei Ortsfremden.

## Einwohner
Das Dorf gehörte zum Kirchspiel Rosbach und zeitweise zur Bürgermeisterei Dattenfeld.
1830 hatte der Ort 130  Einwohner.
1845 war der Ort ein Weiler und hatte 148 Einwohner in 24 Häusern, davon 17 katholisch und 131 evangelisch. 1863 waren es 179 Personen. 1888 gab es 213 Bewohner in 41 Häusern.
1962 wohnten hier 363 und 1976 362 Personen.

## Verkehr
Opperzau liegt an den Landstraßen 112 und 267. Bis 1994 gab es an der Siegstrecke auch einen Haltepunkt, der allerdings aufgrund der geringen Frequentierung aufgegeben wurde. Die einzigen ÖPNV-Anbindungen bestehen aus den Buslinien 260, 262 und 263. Betrieben werden sie vom ortsansässigen Busunternehmen Wilhelm Marenbach.